# Elie Vandrand
 (août 2014).
Elie Vandrand (Antoingt, Puy-de-Dôme, le 30 septembre 1893 – Mort pour la France au fort de Vaux, le 26 octobre 1916), est un sergent, militaire du 105e régiment d'Infanterie de Riom et paysan épistolier de la Première Guerre mondiale.
Sa petite-nièce Marie-Joëlle Vandrand publie en 2000, rééditée en 2013, la correspondance intégrale non remaniée de son grand-oncle, offrant ainsi à l'instar du témoignage de Louis Barthas, le récit des plus humbles combattants de 1914-1918. L'auteure se livre, en une seconde partie, à une étude détaillée des lettres ainsi rédigées par son grand-oncle, classifiant notamment les thèmes qu'il aborde.

## Biographie
Clément Lucien Elie Vandrand naît le 30 septembre 1893 à Antoingt (63). Il est le deuxième enfant et fils aîné de Antoine Vandrand (1863-1951) et de Louise Don (1868-1960), paysans de Vodable, après Thérèse Jeanne Marie (1892-1892), et avant Marcelle (1895-1927, morte en couches) et Louis (1899-1982), qui laisse une descendance.
En 1913, il accomplit son service militaire à Riom, au 305e régiment d'infanterie de Riom avant de partir au Front, à l'automne 1914.

## Sa correspondance de guerre – l'apport de l'œuvre
Sa correspondance de guerre, couvrant la période d'août 1914 à octobre 1916, représente 288 lettres et/ou cartes d'un récit poignant, rare, celui d'un simple paysan relatant à sa famille et ses proches relations, sa condition de fantassin exposé. En effet, jusqu'ici, à l'exception notable du témoignage de Louis Barthas, les récits du genre sont généralement rédigés par des intellectuels tels Maurice Genevoix ou Henri Barbusse, pour citer des exemples connus.
L'auteur narre dans un langage simple, l'attachement à ses proches, ses joies et ses inquiétudes successives, et notamment ses pressentiments avant le jour fatal.
L'ensemble présente un récit précieux sur la misère de ces tout jeunes fantassins, arrachés à leur terre à laquelle ils étaient si attachés. Au fil des lettres, Elie interroge ses parents sur le "pays", l'avancée des récoltes, les travaux des bêtes. Il correspond avec des proches, des connaissances amicales qui lui adressent cartes et/ou colis, et surtout réconfort.
En revanche, à aucun moment, il ne cite les mots "France" ou "Alsace-Lorraine".
Il repose, conformément au vœu de sa mère, dans le petit cimetière de Vodable.

## Décorations
- Croix de guerre 1914-1918
- Médaille militaire avec 2 citations